# Драган Чавич
Драган Чавич (на сръбски: Драган Чавић) е 5-и президент на Република Сръбска (28 ноември 2002 - 9 ноември 2006), излъчен от Сръбска демократическа партия. През 2012 година получава наградата „Орден на Република Сръбска“.

## Биография
Драган Чавич е роден на 19 март 1958 година в град Зеница, Босна и Херцеговина (СФРЮ).